# Hreggvid
Hreggvid (nórdico antiguo: Hreggviðr konungr) según Saga de Göngu-Hrólfs fue un legendario caudillo vikingo, rey de Garðaríki. Hregg fue atacado por otro rey llamado Eirík acompañado de un ejército de berserkers y hechiceros instruidos en el seidr, muriendo en la contienda. Eirík quería desposarse con la hija del vencido, Ingigerd, pero ella le pide tres años para encontrar al hombre que derrote a Sorkvir, campeón del rey, que solo es posible si ese hombre usa la armadura mágica del difunto rey.
La leyenda menciona que Hreggvid regresa de su túmulo para aconsejar a su futuro yerno llamado Hrólfr (el hijo de Sturlaug en Sturlaugs saga starfsama) que debe enfrentarse a Sorkvir.